# Specifiche disponibili pubblicamente
Una specifica disponibile pubblicamente (o PAS, dall'inglese Publicly Available Specification) è un documento di standardizzazione simile ad una norma tecnica nella struttura e nella forma, ma che ha un diverso percorso di sviluppo. L'obiettivo di una specifica disponibile al pubblico è accelerare il processo di standardizzazione. Le PAS sono spesso prodotte in risposta ad un'esigenza urgente del mercato.

## Ambito nazionale e internazionale
BSI Group sviluppa PAS nel Regno Unito, mentre la Commissione elettrotecnica internazionale (CEI) sviluppa PAS internazionali nell'ambito delle tecnologie elettriche, elettroniche e correlate e l'Organizzazione internazionale per la normazione (ISO) sviluppa ISO PAS internazionali.
BSI Group ha aperto la strada al formato PAS. In base al modello BSI, qualsiasi organizzazione, associazione o gruppo che desideri documentare le migliori pratiche standardizzate su un argomento specifico, può commissionare una PAS, soggetta al processo di accettazione della BSI. Una norma BS (British Standard) e una PAS devono raggiungere il pieno consenso tra tutte le parti interessate in materia tecnica. I tempi per lo sviluppo di una PAS possono essere più brevi rispetto ai tempi di sviluppo di una norma tecnica (in genere circa 8 mesi per una PAS contro diversi anni necessari per le norme tecniche); per questo motivo le PAS sono talvolta chiamate "fast-track standard" ("standard accelerato").
Lo sviluppo di una PAS non può essere in conflitto con, o in contraddizione, con progetti di lavoro esistenti o nell'ambito delle norme tecniche vere e proprie e deve integrare, non contrastare, con qualsiasi legislazione in materia. Una PAS è inoltre redatta in conformità con le regole di redazione delle PAS di BSI, il che significa che il contenuto deve essere tecnicamente solido e non può essere tecnicamente vincolato (ovvero non può includere metodi o prodotti brevettati o proprietari). È scritto in modo inequivocabile e con requisiti o raccomandazioni oggettivamente verificabili.

## Origine del termine
Secondo il documento BSI "Principles of PAS standardization" ("Principi di standardizzazione PAS"), "Il termine PAS era originariamente un acronimo derivato da "publicly available specification" ("specifica disponibile al pubblico"). Tuttavia, non tutti i documenti PAS sono strutturati come specifiche e il termine è ora sufficientemente ben stabilito da non richiedere ulteriore amplificazione".
Tuttavia, i primi esempi di PAS erano in realtà intitolati "Product Approval Specification" ("Specifiche di approvazione del prodotto").

## Esempi
Di seguito sono riportati alcuni esempi di PAS:
- PAS 55: Asset Management
- PAS 56: Business Continuity Management System (2003)
- PAS 78: Guide to good practice in commissioning accessible websites
- PAS 79: Fire risk assessment – Guidance and a recommended methodology
- PAS 99:  Specification of common management system requirements as a framework for integration
- PAS 555:2013: Cyber security risk. Governance and management. Specification
- PAS 754:2014: Software Trustworthiness – Governance and management – Specification
- PAS 777:2013: Specification for the qualification and labelling of used automotive engines and any related transmission units (2013)
- PAS 1192-2:2013: Specification for information management for the capital/delivery phase of construction projects using building information modelling
- PAS 1296:2018: Online age checking. Provision and use of online age check services. Code of Practice
- PAS 2010: Planning to halt the loss of biodiversity - Code of Practice
- PAS 2060: Specification for the demonstration of carbon neutrality
- PAS 3000:2015: Smart working - Code of Practice
- PAS 13:2017: Code of practice for safety barriers used in traffic management within workplace environments with test methods for safety barrier impact resilience